# 布賴恩岩
布賴恩岩（英語：Brien Rocks），是南極洲的岩石，位於維多利亞地的彭內爾海岸，處於科達爾山以西11公里，美國地質調查局根據測量和美國海軍拍攝的空中照片繪入地圖，現時由南極條約體系管理。